# Знак «Участнику боёв у Халхин-Гола»

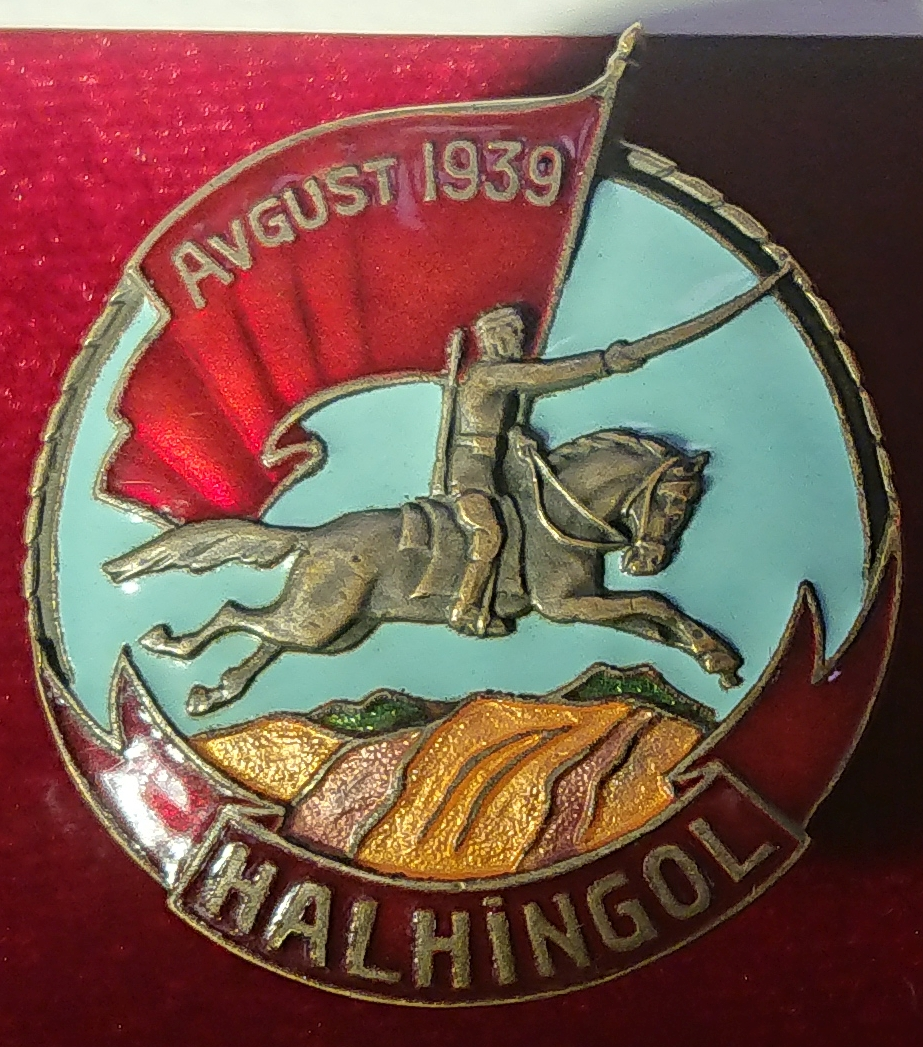
Памятный знак «Халкин-Гол»

Знак «Участнику боёв у Халхин-Гола» был учреждён Указом Великого Народного Хурала МНР 16 августа 1940. Дата на знаке «Август 1939» означает решающий момент в военном противостоянии.

## Описание
Знак представляет собой покрытый голубой эмалью круг, на котором изображался серебряный всадник с саблей в руке. Знак был изготовлен на монетном дворе, но известны также знаки, изготовленные кустарным способом в мастерских Монголии. Над всадником развевается красное знамя с надписью кириллицей или латиницей «Август 1939» («Avgust 1939»), а на красной ленте внизу латинскими буквами сделана надпись «HALHINGOL».
Знаки «Участнику боев у Халхин-Гола» были вручены только тем военнослужащим РККА, которые после окончания событий продолжили служить в Забайкальском военном округе. Те же из них, кто после окончания боевых действий убыл к постоянным местам службы, как это было, например, с лётчиками 1-го тяжело-бомбардировочного авиационного полка, остались без заслуженных наград. Начавшаяся Великая Отечественная война не позволила закончить процесс награждения всех участников событий. Указом Президиума Великого Народного Хурала № 181 от 29 декабря 1966 года знаку «Участнику боев у Халхин-Гола» был придан статус медали.

## Известные награждения
- Г. К. Жуков[2]
- В. И. Брежнев
- В. П. Дмитриев
- В. П. Малышев